# گونبان
گونبان، روستایی از توابع بخش دینور شهرستان صحنه در استان کرمانشاه ایران است.
زبان مردم این روستا کوردی است.

## جمعیت
این روستا در دهستان دینور قرار دارد و براساس سرشماری مرکز آمار ایران در سال ۱۳۸۵، جمعیت آن ۱۸۳ نفر (۴۱خانوار) بوده‌است.